# 貝盧哈
25°10′26″S 45°3′36″E / 25.17389°S 45.06000°E

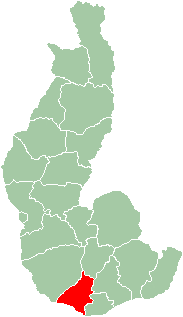

貝盧哈，是馬達加斯加的城鎮，位於該國南部，由安德羅伊區負責管轄，是貝盧哈區的首府，海拔高度160米，每年平均降雨量838毫米，2001年人口25,000。